# Takeshi Tokutomi
Takeshi Tokutomi (jap. 徳富斌 Tokutomi Takeshi; ur. 13 listopada 1941 w Hōfu) – japoński siatkarz, medalista igrzysk olimpijskich.

## Życiorys
Tokutomi wystąpił na igrzyskach olimpijskich 1964 organizowanych w Tokio. Jego zespół z siedmioma zwycięstwami i dwoma porażkami zajął trzecie miejsce w turnieju. Brał udział w mistrzostwach świata 1962 i 1966.